# Micromyrtus monotaxis
Micromyrtus monotaxis är en myrtenväxtart som beskrevs av Barbara Lynette Rye. Micromyrtus monotaxis ingår i släktet Micromyrtus och familjen myrtenväxter. Inga underarter finns listade i Catalogue of Life.